# New York State Thruway Authority
Die New York State Thruway Authority (NYSTA) ist eine gemeinnützige Aktiengesellschaft (public benefit corporation) des US-Bundesstaates New York, das für Teile der Transportinfrastruktur des Staates zuständig ist. Die gesetzliche Grundlage dieser Behörde ist Artikel 2, Absatz 9 des New York State Public Authorities Gesetz. Die Zentrale der New York State Thruway Authority befindet sich im 200 Southern Boulevard in Albany.

## Geschichte
Die Behörde wurde 1950 gegründet, um den New York State Thruway zu bauen und zu betreiben. Die New York State Canal Corporation (Canal Corporation) ist eine Tochtergesellschaft der NYSTA, die 1992 gegründet wurde. Diese ist mit dem Betrieb der Kanalsysteme im Staat New York betraut. In den Jahren 1991 und 1992 wurde der Betrieb des Cross-Westchester Expressway und der Interstate 84 teilweise an das NYSTA übertragen. Es war der Behörde allerdings untersagt, für die Benutzung Maut einzunehmen. Das New York State Department of Transportation hatte die Kosten dafür übernommen.
Heute gehören zum New York State Thruway 4.500 Spurkilometer, 809 Brücken, mehr als 305 Büro- und Wartungsgebäude, 27 Rastplätze, 275 Mautverkaufsstellen, 120 Wasserbrunnen, 18 Kläranlagen und 26 Tankstellen. Von der Canal Corporation kommen weitere 849 Kilometer schiffbarer Kanal mit 57 Schleusen und 20 beweglichen Brücken hinzu. Die Bedeutung der Kanäle für den Warentransport ist mit der Zeit immer geringer geworden. Heute sind die Kanäle, insbesondere der Eriekanal, vorwiegend touristisch genutzte Ziele, die auch für die Anliegergemeinden wirtschaftliche Vorteile bringen. Die NYSTA ist in 4 Regionalbüros mit Sitz in Albany, Buffalo, Syracuse und Suffern mit dem Hauptquartier in Albany aufgeteilt.

## New York State Thruway

Karte des New York State Thruway mit den Hauptabschnitten in rot, andere Abschnitten in braun und ehemaligen Abschnitten in grau

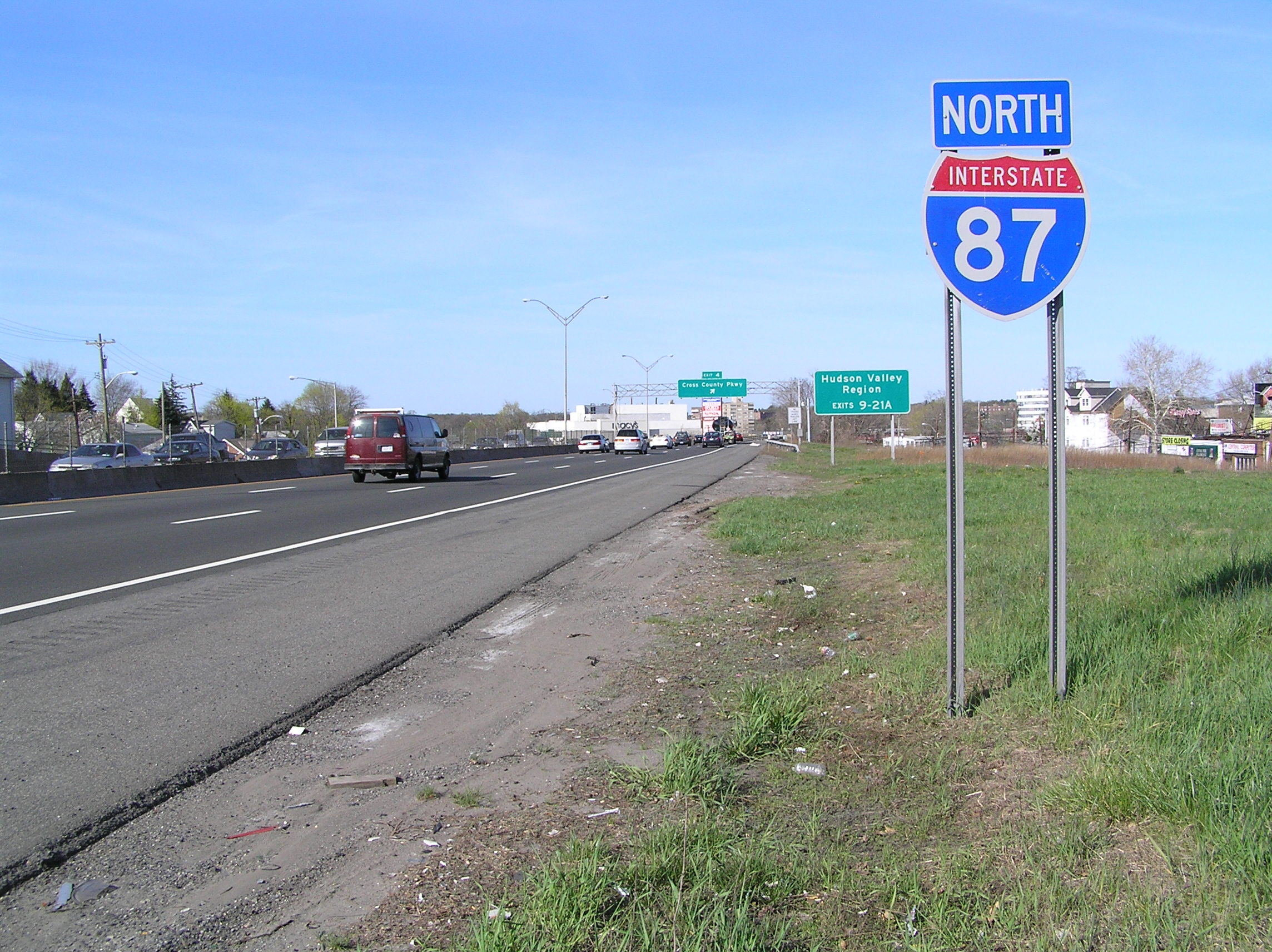
New York State Thruway im Verlauf der Interstate 87 bei Yonkers

Die Hauptaufgabe der NYSTA ist die Unterhaltung und der Betrieb des mautpflichtigen New York State Thruway, oder auch Governor Thomas E. Dewey Thruway, im Staat New York sowie der Tappan Zee Bridge über den Hudson River in dessen Verlauf. Weitere Sektionen unter Verwaltung der NYSTA bilden Verbindungen an die Connecticut- und Massachusetts-Turnpikes, an den New Jersey Garden State Parkway und an weitere Autobahnen Richtung Neuengland und Kanada.
Die Straße, benannt nach dem ehemaligen Gouverneur Thomas E. Dewey, hat eine Gesamtlänge von 917,05 km auf dem Gebiet des Staates New York. Sie verläuft von New York City über Buffalo bis an die Grenze von Pennsylvania bei Ripley am Südufer des Eriesees. In Ost-West-Richtung ist sie die Interstate 90, in Nord-Süd-Richtung ist sie unter anderem die Interstate 87, die zum Teil vom New York State Department of Transportation unterhalten wird oder die Unterhaltung durch das NSYTA durchführen lässt. Nach Angaben der International Bridge, Tunnel and Turnpike Association ist der New York State Thruway die Mautstraße mit dem fünftgrößten Verkehrsaufkommen in den USA.
Die Planung für diese Autobahn begann schon in den frühen 1940er Jahren. Das erste Teilstück zwischen Utica und Rochester wurde am 24. Juni 1954 eröffnet. Das letzte nur drei Meilen lange Teilstück zwischen Yonkers und der Bronx in New York City wurde am 31. August 1956 eröffnet. Die Gesamtkosten für den Bau der Autobahn, die für eine Geschwindigkeit von 70 Meilen pro Stunde ausgelegt war, betrugen 600 Millionen Dollar. Zur Eröffnung beinhaltete die Autobahn Teile der Interstate 87, Interstate 90 und Interstate 95. Weitere Teile wurden kurz danach Teil der Interstate 190 und Interstate 287. Der Teil der Interstate 84 im Staat New York war von 1991 bis 2010 Teil des New York State Thruway. Der Abschnitt um die Stadt Buffalo ist ohne Maut zu befahren.
Die Maut wird auf den mautfälligen Stücken der Autobahn an NYSTA-Mautstationen in bar eingenommen, oder über den E-ZPass direkt vom Konto abgebucht. Dazu wird ein Sender im Auto platziert, der bei der Durchfahrt einer Mautstation automatisch seine Kennung an das System überspielt. Inhaber eines E-ZPass, der auch für andere Mautsysteme im Nordosten der USA gültig ist, erhalten einen Rabatt von etwa 5 Prozent. Das System wurde 1993 von der NYSTA eingeführt. Im Jahr 2009 hatte die NSYTA über 2,5 Millionen E-ZPassverträge ausgegeben. Für die Benutzung der Tappan Zee Bridge wird ein gesonderter Mautbeitrag von 5 Dollar (4,75 mit E-ZPass) in Fahrtrichtung Osten erhoben. Für eine Fahrt mit einem PKW über die 790 Kilometer zwischen der Stadtgrenze von New York City und Ripley werden zwischen 23 und 27 Dollar (je nach Fahrtrichtung) Mautgebühren erhoben.
Zur Beseitigung von Schnee und Eis hält das NYSTA etwa 800 Fahrzeuge (insgesamt etwa 3.000) vor, die 2009 etwa 204.000 Tonnen Salz auf dem New York State Thruway verteilt haben. Für die Schneeräumung wurden etwa 31.000, für die Wartung der Straßen und Brücken knapp 59.000 Manntage benötigt.

## Sicherheit
Für die Sicherheit und die Überwachung der Verkehrsregeln auf der Straße und auf den Kanälen der New York State Canal Corporation ist die New York State Police (State Police Troop T) zuständig. Im Jahr 2009 wurden 195.000 Verstöße auf dem Thruway und 1.400 auf den Kanälen angezeigt, etwa 86.000 davon für zu schnelles Fahren.

## Finanzen

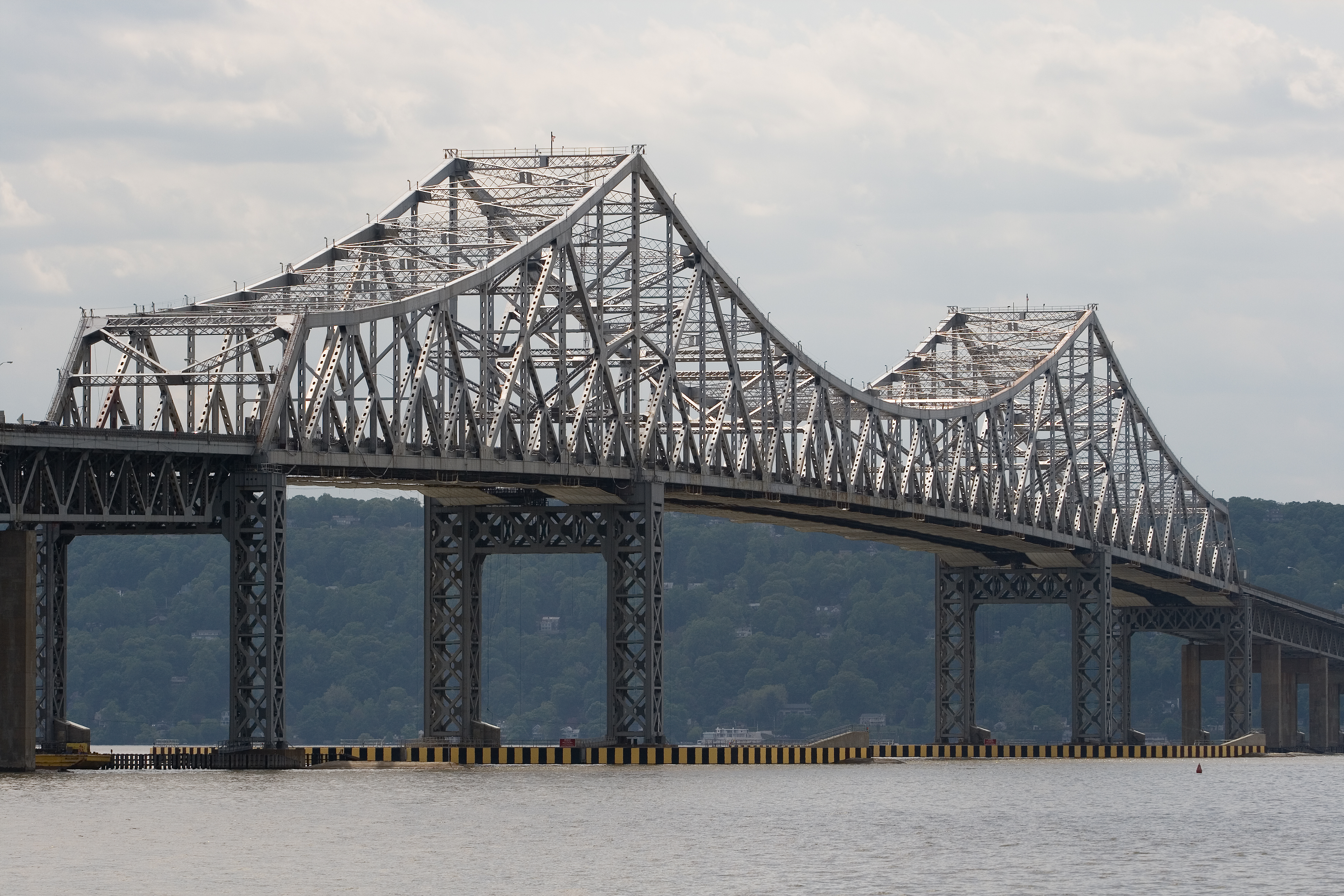
Die alte Tappan Zee Bridge war nach Gouverneur Malcolm Wilson benannt

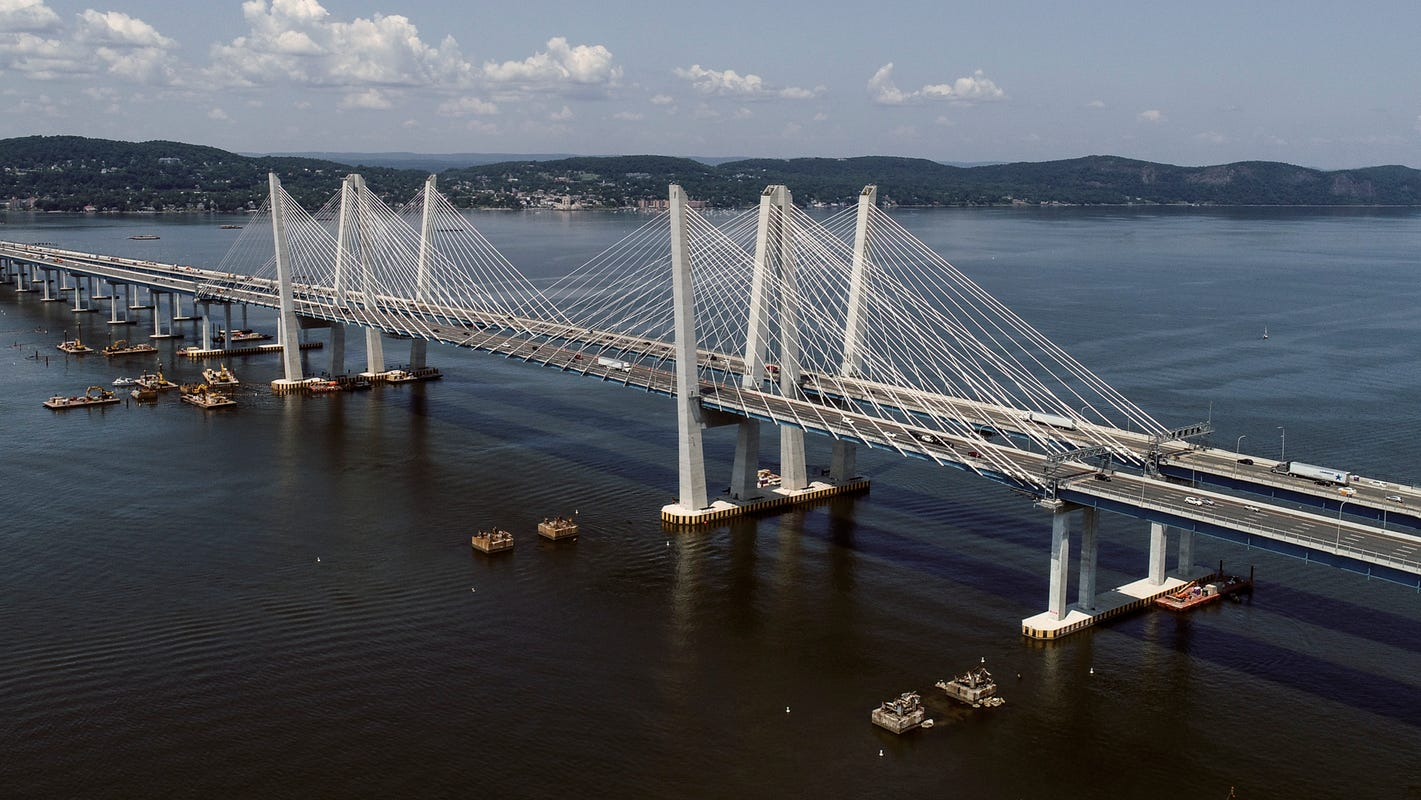
Die neue Tappan Zee Bridge benannte Gouverneur Andrew Cuomo nach seinem Vater, Gouverneur Mario Cuomo

Die Einnahmen aus der Straßen- und Brückenmaut betrugen im Jahr 2011 634,1 Millionen US-Dollar. Dies war ein Minus von 7,1 Millionen Dollar gegenüber 2010, verursacht durch den hohen Benzinpreis, den Hurrikan Irene sowie den Tropensturm Lee. Weitere Einnahmen, unter anderem aus Konzessionen, beliefen sich auf 33,4 Millionen US-Dollar. Diesen 667,5 Millionen Dollar Einnahmen standen im Jahr 2011 759,6 Millionen Dollar Ausgaben entgegen. Etwa 8,5 Millionen der Ausgaben wurden für die Reparaturen der Schäden, die durch die Tropenstürme verursacht wurden, verwendet. 13,4 Millionen wurden in dem Jahr als Beitrag zu den Pensionen des Frühverrentungsprogramms aus dem Jahr 2010 bezahlt, bei dem etwa 10 Prozent der Angestellten das NYSTA verlassen hatten. Im Jahr 2009 konnte das NYSTA allerdings einen Überschuss von etwa 34,5 Millionen Dollar verbuchen.
Ein großer Kostenfaktor mit ständig steigendem Bedarf war die Unterhaltung der ersten Tappan Zee Bridge, die 1955 fertiggestellt wurde. Sie hatte ihre geplante Lebenszeit überschritten und nahm viel mehr Verkehr auf, als damals geplant war. Ab ungefähr 1990 wurden etwa 700 Millionen Dollar für Reparaturen und Unterhaltung aufgewendet. In der Planung für die 2010er Jahre wurde eine Milliarde Dollar dafür veranschlagt. Sämtliche Ausgaben werden von der NYSTA bestritten.
Nach der Inbetriebnahme der neuen Tappan Zee Bridge im Jahr 2017 wurde die baufällige erste Tappan Zee Bridge bis 2019 abgerissen.

## Zukunft
Es ist geplant, die New York State Thruway Authority mit der viel kleineren New York State Bridge Authority zu verschmelzen, um Kosten zu sparen. Die neue Behörde soll, so die Pläne, unter einer neuen Führung zusammen mit dem New York State Department of Transportation arbeiten. Bei dieser Zusammenlegung könnten von den etwa 12.900 Arbeitsplätzen der drei Behörden künftig etwa 450 bis 600 wegfallen.